# Galeras
Az Andokban elhelyezkedő Galeras a csendes-óceáni Tűzgyűrű csaknem kétszáz vulkánjának egyike, Kolumbia egyik legaktívabb vulkánja. Az ország délnyugati csücskében helyezkedik el, Nariño megyében, San Juan de Pasto városához közel. A hegy potenciális veszélyessége miatt szerepel a Decade Volcanoes listáján.

## A geológiai háttér: a Kordillerák
A Kordillerák az Andok része, Kolumbiában három vonulata található: a Keleti-Kordillera, a Központi-Kordillera, és a Nyugati-Kordillera. A három vonulat a Nazca-lemez szubdukciója miatt gyűrődött fel, a terület tektonikailag ma is aktív, viszonylag gyakoriak földrengések. Kolumbiában az aktív vulkánok alapvetően a Központi-Kordillera mentén helyezkednek el, a Galeras pedig azon a ponton magasodik, ahol a három Kordillera-láncolat találkozik.

## A Galeras elődei, avagy a „Galeras vulkáni komplexum”
A Galerasról azt gondolná az ember, hogy „egy rögzült helyzetű lyuk egy púp tetején” (Williams, 1993), azonban kimutatták, hogy a legfiatalabb és utolsó azon vulkánok sorában, melyek több mint egymillió év alatt, az Andok 23 kilométeres sávjában tevékenykedtek. A hat vulkánt „Galeras vulkáni komplexum”-nak nevezzük, melynek minden egyes tagja otthagyta működésének nyomait a tájon. Amikor az egyik vulkán kialudt, a törésvonalak mentén más irányba terelődött a magma, és amint utat talált felfelé, új vulkán született.
Az első vulkán, a Cariaco nyomai a komplexum délnyugati részén találhatóak. Működését blokk- és hamuárüledékek, valamint lávafolyások jelzik, a kitörések a időszak vége felé egyre kevésbé voltak explozívak. Összesen kb. 26 km³ vulkáni anyag rakódott le, de ennek háromnegyede vagy erodálódott, vagy fiatalabb rétegek ülepedtek rá. A második vulkán, a Pamba időszakának elején ismét robbanásos kitörések voltak jellemzőek. A Cariaco üledékeitől Északra elhelyezkedő szétszórt, néhol összesült, cementálódott rétegekben ismét láva követi a blokk és hamu rétegeket. Ezek egy része szintén a későbbi vulkánok kiszórt anyaga alatt található. A rétegek térfogatát majdnem az előző duplájának, kb. 50 km³-nek számolták. A harmadik tűzhányó, a Cobra Negra első működése kb. 800 ezer évvel ezelőtt lehetett. Ezt követően a lávakitörések voltak jellemzőek, melyek nagyjából 54 km³-nyi vulkáni anyagot raktak le. Úgy 560 ezer évvel ezelőtt egy nagy kitörés során az izzófelhők, és a láva egy 20 km-es körzetben néhány m vastagon betakarták a vidéket. Az erupció során egy 5 km átmérőjű kaldera jött létre. Ebből ma a Galerastól 5 km-re nyugatra egy 3900 m magas kiemelkedés látszik, ami az egykori kaldera északi része.
A sorban negyedik vulkán, a Jenoy kb. 160 ezer évvel ezelőtt kezdett működni, „eredményei” jórészt a mai Pasto városának területén találhatóak, vastag lávatakarók (mintegy 64 km³) majd pedig piroklasztár üledékek jellemezték. A vulkán 4 km átmérőjű kalderájának középpontja a maitól mintegy 2 km-re délnyugatra található. A Galeras előtti utolsó vulkán, az Urcunina kb. 18 ezer évvel ezelőtt kezdett működni, mintegy 4500 méter magas lehetett, mielőtt beomlott volna. Ez a folyamat a mai tájképet is meghatározta. Az Urcunina kb. 10 km³-nyi anyagot szórt ki a területre. A beroskadás során mintegy 3–4 km³-nyi vulkáni üledék eltűnt, azonban ennek egy részét a legfiatalabb törmeléklavinában az Azufral folyó völgyében, Consacá környékén meg lehet találni. Itt meg kell említeni, hogy az Urcunina eredetileg a Galeras indián neve volt, Tűzhegyet jelent. A mai elnevezés a spanyol gyarmatosítóktól ered, a galera egy nagy nyitott vitorlájú, spanyol gálya volt.

## A „present-day” vulkán: a Galeras

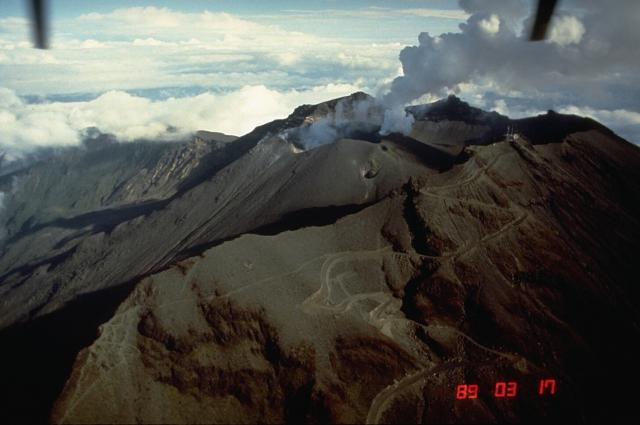
Galeras

A Galeras a kompexum mai aktív pontja, mintegy 5000 évvel ezelőtt kezdett működni, ezalatt hat nagyobb kitörés történt. A legújabb aktivitási időszak 1988 óta tart, az erupciók mind vulcanoi típusúak. A legjellemzőbb lerakott anyagok a kitörési felhő összeroskadása következtében a piroklasztárüledékek. Általában a kitörések során kibocsátott anyag nagy része nem juvenilis, de tartalmaz járulékos kőzettörmeléket, mint litoklasztokat; a folyamat elején ezek a dominánsabbak, majd később juvenilis-gazdagabb lesz a kiszórt anyag. A Galeras által eddig lerakott mennyiséget 0.7 km³-re becsülik. A vulkán krátere Urcunina kalderájában helyezkedik el, ma ez patkó alakú, nyugat felé nyitott, amfiteátrumnak nevezik. Ezen belül nyílt az a hasadék, amelyből kiömlő láva felépített egy 45 m magas kúpot. A fő kráter 300 m széles és 150 m mély, mellette található még négy kisebb kráter, amelyek a kúpon elszórtan helyezkednek el. A legnagyobb ezek közül 70 m hosszú és 30 m hosszú, a fő krátertől északra. 1988 végétől a Kolumbiai Geológiai Szolgálat, az INGEOMINAS megfigyelés alatt tartja a vulkánt, mivel ebben az évben közel 50 évnyi szunnyadás után a Galeras morgolódni kezdett, a kráter környékén található fumarolák kisebb-nagyobb intenzitással gázokat kezdtek kibocsátani. A Galeras környéke meglehetősen sűrűn lakott, a 350 ezer fős Pasto főtere alig nyolc kilométerre található a krátertől. Így nem csoda, hogy mikor 1989 májusában egy ötnapos kitörés során a egy 3 kilométeres hamuoszlop emelkedett a hegy fölé, a biztonság igencsak kényes kérdéssé vált a vulkán környékén. Először meglehetősen nagy hűhót csaptak az események körül, de 1990 után lecsillapodtak a kedélyek, és azóta csendben, de szorgalmasan dolgoznak az evakuációs terveken. A vulkán környékét potenciális alacsony, közepes és magas veszélyességi zónákra osztották. A '89 májusi kitörés után naponta ötven hosszú periódusú földrengést, ún. tornillót regisztráltak az INGEOMINAS szeizmográfjai, amelyek akkor történnek, mikor a magmás gázok és fluidumok utat törnek maguknak a kőzetben. Ez azt jelentette, hogy a Galeras aktivitása fokozódik. Ezzel együtt több tonna kén-dioxid áramlott ki naponta a vulkánból. 1991 nyarára megugrott a tornillók száma (háromszázra), és deformációs mérésekkel kimutatták, hogy a vulkán oldala 60 centiméterrel felfúvódott a gázok és a magma hatására. Érdemes megemlíteni, hogy két hónappal korábban Pinatubo is hasonló jelek után tört ki. Az év végére kiderült, hogy egy 350 ezer köbméternyi lávadóm emelkedett ki a kráteraljzatból. A gázkibocsátás fokozatosan csökkent, ahogy eldugultak a csatornák, és nőtt a nyomás a vulkán belsejében. 1992 júliusában a hosszú, csavar alakú tornillók mellett mariposák jelentek meg a szeizmográfokon, (ezek pillangó alakú rajzolatok, a spanyol mariposa pillangót jelent), melyek nagy frekvenciájú, rövid idejű földrengéseket jeleztek. Július 16-án, néhány nappal a mariposák megjelenése után a Galeras kitört, egy 5 kilométeres hamufelhőt eresztett a levegőbe, és a lávadómja 80%-a eltűnt. Ezután úgy tűnt, a Galeras megnyugodott egy darabig.

## Az 1993-as kitörés
Ez év januárjában Pastóban az INGEOMINAS egy konferenciát szervezett, azzal a céllal, hogy elindítson egy hosszabb kutatóprogramot a Galerassal és a veszélyeivel kapcsolatban. Ennek keretén belül egy kutatócsoport felment a kráterhez gázmintákat gyűjteni, mivel az alacsony gázkibocsátás és az alacsony számú tornillo arra utalt, hogy a vulkán szunnyadozik, nem voltak jelei a fokozódó aktivitásnak. Január 14-én a kitörés áldozatául esett hat kutató és három turista. Később kiderült, hogy a Galerason nem szükséges „tornillo-dömping” és hatalmas mennyiségű kibocsátott gáz, ahhoz, hogy az ember fokozódó aktivitásra gyanakodjon. Ebben az évben a vulkán még 4-szer kitört, március 23-án 8 km-es hamuoszloppal, április 4-én abszolút tornillók nélkül, április 13-án 6 km-es kitörési oszloppal, és június 7-én két részletben. Utóbbi volt az 1992-93-as időszak legnagyobb kitörése, több mint egymillió köbméternyi anyagot hozott a felszínre. Az 1993. január 14-én Stanley Williams, egyike a túlélőknek, komoly sérüléseket szenvedett, miután vulkáni bomba találta el. Néhány órával később menekítették ki a krátertől. Williams később egy könyvet írt megpróbáltatásairól, melynek címe Surviving Galeras (magyarul "A Galeras kitörése" címmel jelent meg).

## Jelenlegi aktivitás

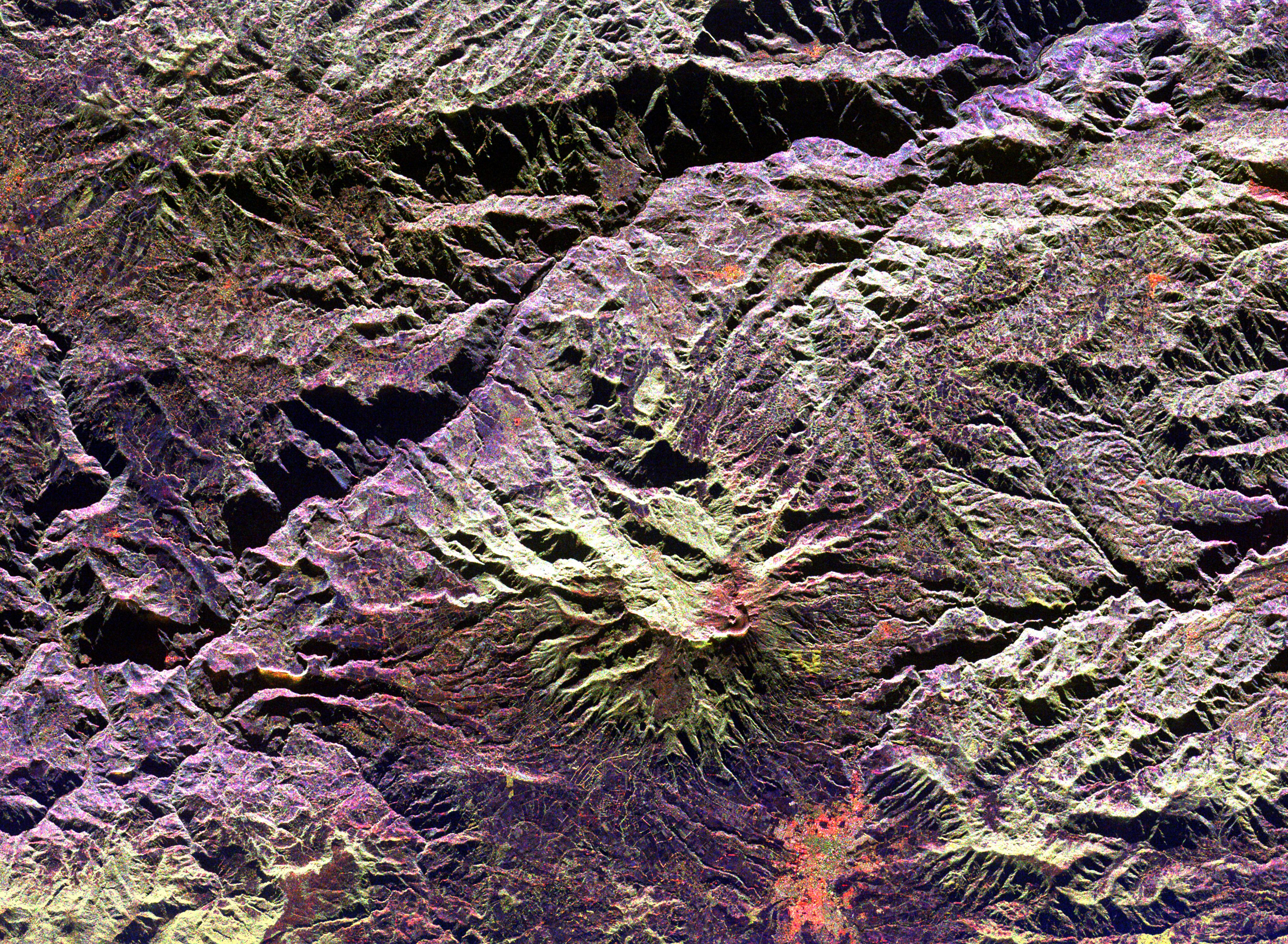
Űrradar felvétel a Galeras vulkánról

Alacsony szintű aktivitás tovább folytatódott a Galerasnál, kisebb kitörésekkel, melyek vulkáni hamuval borították be a közeli településeket. A vulkánt továbbra is részletesen tanulmányozzák, és a kitörések előrejelzése most már pontosabb. Egy jelenség, amely úgy tűnik megbízható előjele a kitörésnek, egy alacsony frekvenciájú szeizmikus esemény (tornillo). Ezek négy-öt órával a Galeras kitörése előtt jelennek meg és számuk utal a kitörés nagyságára.
Több mint 100 kisebb földmozgás érződött a 2002. áprilisi nagyobb kitörés során, amely azonban nem okozott kárt vagy sérüléseket. Egy 2005. novemberi kitörés Pasto evakuálását eredményezte. A várost hamuréteg borította be, arra kényszerítve a helyben maradókat, hogy védőszemüvegeket és gázálarcokat vegyenek fel. Nemsokára a Galeras újra morgolódni kezdett, 2006 márciusában a fokozódó aktivitás miatt ismét kitelepítésekről esett szó. A kráterben egy lávadóm növekszik, az INGEOMINAS regisztrálja a szeizmikus mozgásokat (köztük tornillókat is) és folyamatosan mérik a kibocsátott kén-dioxid mennyiségét. Legutolsó kitörése 2009. február 15-én történt.

## Könyvek
- Stanley N. Williams, Fen Montaigne: A Galeras kitörése, Budapest, 2002.